# 多気町立ふるさと交流館
多気町立ふるさと交流館（たきちょうりつふるさとこうりゅうかん）は、三重県多気郡多気町にある公共施設。相可にある多気町立ふるさと交流館たきと朝柄にある多気町立ふるさと交流館せいわから成り、それぞれ多気町立図書館を併設する。

## ふるさと交流館たき
ふるさと交流館たき
- 構造：鉄筋コンクリート造平屋建て[1]
- 建築面積：1084.95m2[1]
- 延床面積：998.15m2[1]

### 多気図書館
- 開館時間：午前10時～午後6時まで
- 休館日：月曜日・祝日・月末整理日・年末年始
- 貸し出し条件：1人10冊以内、15日間

### ふるさと交流館たきの沿革
- 1994年（平成6年）7月20日 - 多気町役場横の農業センターを改造し、多気町立図書館として開館[2]、床面積は510m2[3]。
- 2006年（平成18年）1月1日 - 市町村合併に伴い、多気町立多気図書館に改称。
- 2007年（平成19年）7月1日 - 移転のため休館[4]。
- 2007年（平成19年）10月27日 - 新築した多気町立ふるさと交流館たき内に移転し開館[5]。
- 2009年（平成21年）4月23日 - 文部科学大臣より平成21年度の「子どもの読書活動優秀実践図書館」の表彰を受ける[6]。

### ふるさと交流館たきの交通
周辺には多気町役場、多気クリスタルタウン、天啓公園などがある。
- JR紀勢本線相可駅から徒歩約20分
- 三重交通バス多気町役場前バス停下車、徒歩約6分
- 国道42号相可1交差点より、すぐ。
- 駐車場：あり

## ふるさと交流館せいわ
公共図書館と郷土資料館を併設した施設である。1997年（平成9年）7月に当時の勢和村により「ふるさと交流館」として開館し、3世代交流拠点「ゆとりの丘」の中核施設となっている。

### 勢和図書館
「本と出会い、人と語り、心を結ぶ」場を目指して開館。実際に勢和図書館の読み聞かせボランティア団体が、活動していく「勢和図書館から未来を考える会」が発足させ、図書館を核として生き方を考えるイベントを開いている。2011年（平成23年）度子どもの読書活動優秀実践図書館として文部科学大臣表彰を受けた。館内はゆったりとした設計で、壁面はガラスになっている。
AVと幼児コーナーを置く。「ささゆりお針箱」というボランティア団体が布製絵本を制作し、布製絵本のコーナーは幅広い世代から注目を集めている。開館以来、林千智が司書として各種行事や講演会、演奏会を開催し、学校図書館の重要性を訴え、充実を図ってきた。これまでに書架の間に布団を敷いて眠る「お泊り会」、地元コーヒー豆専門店から仕入れた豆で淹れたコーヒー、パンの販売などを行う「ほんとカフェ」、丹生のふれあいの森に勢和図書館や少女まんが館 TAKI 1735が出張して貸し出す「Book Picnic」などを開催している。
開館当時の蔵書量は5万冊を想定していたが、2015年（平成27年）現在の蔵書数は84,663冊で、多気図書館よりも多い。2014年（平成26年）度の貸出冊数は95,443冊である。2006年（平成18年）に旧・多気町と合併して新・多気町となって以来、常勤の管理職が廃止された。2015年（平成27年）現在の職員は4人で全員が司書資格を持つ。

#### おまめさんかなぁ
多気町と合併した旧・勢和村は住民の疲弊や地域の空洞化などの課題が山積し、勢和図書館では課題解決に向けた取り組み、各主体との連携を模索していた。2008年（平成20年）、「おまめさんかなぁ」と題したプロジェクトを開始し、1年目は講師を呼んで座学を行い、2年目からダイズの生産・加工体験を行った。この活動は6年で終了し、2014年（平成26年）より勢和小学校のコミュニティスクール事業「おまめさんかなぁ」に移行、地域住民が小学校の授業に参加した。勢和図書館では各種資料の収集、授業案作成などに関与した。

### 勢和郷土資料館
博物館法の適用を受けない「博物館類似施設」であり、三重県博物館協会にも加入していない。資料館では立梅用水の功労者・西村彦左衛門、本草学者の野呂元丈、コメの品種改良を行い、「伊勢錦」を開発した岡山友清といった郷土の人物や丹生鉱山での水銀製錬の様子の展示がある。また、伊勢暦が発行されるまで丹生で発行されていた丹生暦を保有している。常設展示のほか、年に数回企画展を開催している。

### ふるさと交流館せいわの利用案内
- 開館時間：10時 - 18時（JST）[22]
- 休館日：火曜日・祝日[22]
- 入館料：無料[22]
- 図書館の貸出制限：多気町に在住・通勤通学する者または松阪市、多気郡明和町・大台町、度会郡大紀町・玉城町・度会町に居住する者であって、15日間10冊まで[23]。

### ふるさと交流館せいわの交通
緑に囲まれた静かな高台に位置する。
- JR紀勢本線多気駅または相可駅より多気町町営バス波多瀬集会所行き乗車、「勢和図書館」下車[25]。
- 伊勢自動車道勢和多気ICより自動車で約10分[22]。約30台分の駐車場がある[22]。